# ناحیه سرم
ناحیه سرم (به صربی: Srem District) یک ناحیه در صربستان است که در استان خودمختار وویوودینا واقع شده‌است. ناحیه سرم ۳٬۴۸۶ کیلومتر مربع مساحت و ۳۱۲٬۲۷۸ نفر جمعیت دارد.